# Jô Bilac
Jô Bilac, född cirka 1984, är artistnamn för den brasilianske dramatikern Giovanni Ramalho Bilac. Han debuterade som professionell pjäsförfattare 2006 och har uppmärksammats som en av Brasiliens mer framstående unga dramatiker.

## Biografi

### Bakgrund
Jô Bilac har en indiansk far och en brasiliansk mor och tillbringade delar av sin barndom i Madrid (Spanien). Tillbaka i Brasilien bodde han med sin familj i Rio de Janeiro-området Urca och fick sin första kontakt med teatervärlden genom pjäsuppsättningar på Colégio Andrews. Senare inledde han egna teaterstudier  hos FAETEC i Niterói och Escola de Teatro Martins Pena.

### Teaterkarriär
Vid 19 års ålder fick hans första pjästext Sangue na caixa de areia ('Blod i sandlådan') ett hedersomnämnande från staden Rio de Janeiros Teatro Carlos Gomes. Det här sporrade honom att studera teater vid Escola de Teatro Martins Pena.
2006 debuterade Bilac som professionell pjäsförfattare vid kulturcentret Sérgio Porto. Pjäsen var Bruxarias urbanas ('Urbana häxkonster'), som handlade om en stad helt lamslagen av en självantändningsepidemi.
2007 skrev han komedin Desperadas. Samma år kom 2 p/ viagem och Cachorro!; den senare sattes upp på Companhia Teatro Independente.
2008 års Limpe todo sangue antes que manche o carpete (vid Teatro Solar de Botafogo) beskrevs av recensenterna som ett verk av en av den nya dramatikergenerations mest lovande namn.
2010 vann Bilac "Prêmio Shell" för sin pjäs Savana Glacial. Savana glacial var första delen i Bilacs Trilogia pessoal ('Personlig trilogi'). De andra delarna följde 2011 (Popcorn – Qualquer semelhança não é mera coincidência) och 2013 (Caixa de areia).

### Utmärkelser
Jô Bilac utnämndes både 2011 och 2013 av tidningen O Globo till årets teaterpersonlighet.

## Verklista
(pjäser, första uppsättning)
- 2006 – Bruxarias urbanas ('Urbana häxkonster')
- 2007 – Desesperadas ('Desperata kvinno')
- 2007 – 2 p/ viagem
- 2007 – Cachorro! ('Hund!')
- 2008 – Limpe todo o sangue antes que manche o carpete ('Torka bort allt blodet innan du smutsar ner mattan')
- 2009 – Rebú
- 2010 – Savana glacial* ('Savann i is')
- 2010 – O matador de santas ('Helgonmatadoren')
- 2011 – Serpente verde sabor maçã  ('Grön orm med smak av äpple')
- 2011 – Alguém acaba de morrer lá fora ('Någon har precis dött där ute')
- 2011 – O gato branco ('Den vita katten')
- 2011 – Popcorn – Qualquer semelhança não é mera coincidência* ('Popcorn – all likhet är alls ingen slump')
- 2012 – Os mamutes ('Mammutarna')
- 2012 – Cucaracha ('Kackerlackan')
- 2013 – Caixa de areia* ('Sandlådan')
- 2013 – Petit monstre
- 2013 – Conselho de classe ('Klassrådet')

* – del av Trilogia pessoal

## Källhänvisningar
Den här artikeln är helt eller delvis baserad på material från portugisiskspråkiga Wikipedia, 19 september 2014.
1. ↑  "Companhia paulistana estreia no Rio montagem de texto do premiado Jô Bilac". Arkiverad 16 februari 2015 hämtat från the Wayback Machine. Abril.com.br, 2014-04-17. Läst 22 september 2014. (portugisiska)
2. ↑  "Jô Bilac desponta como grande nome da nova geração". Arkiverad 25 oktober 2014 hämtat från the Wayback Machine. Rj.gov.br. Läst 22 september 2014. (portugisiska)
3. ↑  "Confira o trabalho da Enfermaria do Riso e do dramaturgo Jô Bilac". Arkiverad 13 april 2014 hämtat från the Wayback Machine. Tvbrasil.org.br, 2010-09-08. (portugisiska)
4. ↑  Celso Curi (2009-02-19): "A genética de Nelson". Arkiverad 17 september 2010 hämtat från the Wayback Machine. Revistabrasileiros.com.br. (portugisiska)
5. ↑  ”Espetáculo "Cachorro!" de volta a São Paulo”. Arkiverad 6 augusti 2014 hämtat från the Wayback Machine. Nossadica.com. Läst 22 september 2014. (portugisiska)
6. ↑  "Veja três peças vencedoras do Prêmio Shell-RJ em São Paulo". Guiadafolha.com, 2011-03-27. Läst 22 september 2014. (portugisiska)